# Kingsland (Herefordshire)
Pour les articles homonymes, voir Kingsland.
Kingsland est un village anglaise situé dans le comté d'Herefordshire, à 5 km au nord-ouest de Leominster. Derrière de l'église, il y a les vestiges d'une motte castrale.